# Bel Air (condado de Harford, Maryland)
Bel Air es un pueblo ubicado en el condado de Harford en el estado estadounidense de Maryland. De acuerdo con el censo de 2010, ese año tenía una población de 10.120 habitantes. Su población estimada, a mediados de 2019, es de 10.119 habitantes.
Sus residentes famosos incluyen a John Wilkes Booth, el asesino del presidente Abraham Lincoln, que vivió allí cuando era adolescente en los años 1850. 

## Geografía
Bel Air se encuentra ubicado en las coordenadas 39°32′12″N 76°20′54″O / 39.53667, -76.34833.

## Demografía
Según la Oficina del Censo en 2000 los ingresos medios por hogar en la localidad eran de $44.135 y los ingresos medios por familia eran $58.299. Los hombres tenían unos ingresos medios de $42.412 frente a los $29.207 para las mujeres. La renta per cápita para la localidad era de $23.737. Alrededor del 6,4% de la población estaba por debajo del umbral de pobreza.